# Rolf Clement

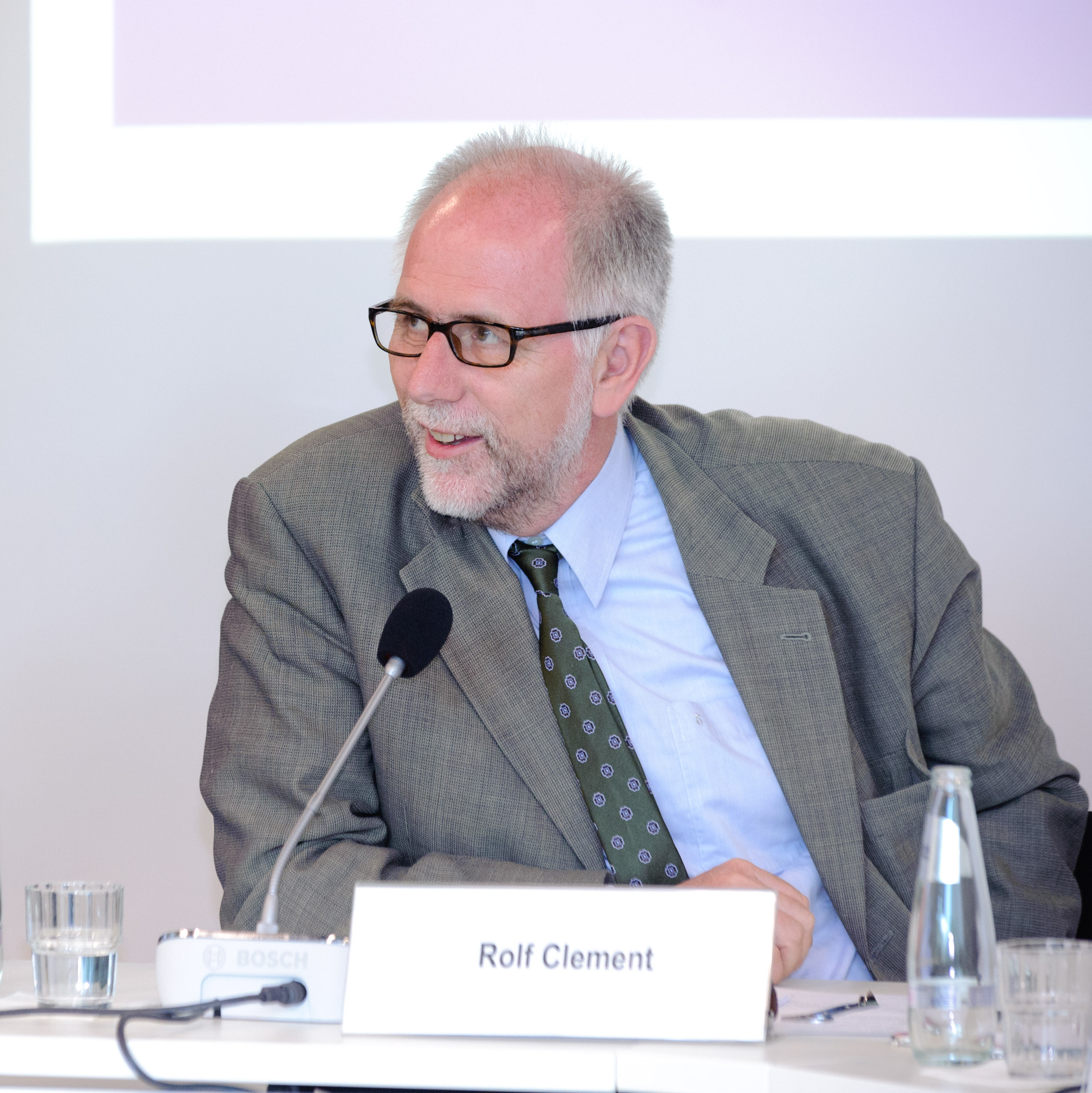
Rolf Clement (2011)

Rolf Clement (* 1953 in Stuttgart) ist ein deutscher Journalist und Publizist. Er war lange Jahre Sonderkorrespondent für Sicherheitspolitik und Mitglied der Chefredaktion des Deutschlandfunks. Seit 2017 arbeitet er als freier Journalist, unter anderem für den TV-Sender Phoenix und die Fachzeitschrift Europäische Sicherheit und Technik. Er ist Lehrbeauftragter an der Hochschule des Bundes in Brühl bei Köln.

## Leben
Rolf Clement leistete nach dem Abitur 1972 am Carl-von-Ossietzky-Gymnasium in Bonn von 1972 bis 1974 Wehrdienst bei der Bundeswehr. Von 1974 bis 1980 studierte er Rechtswissenschaften an der Rheinischen Friedrich-Wilhelms-Universität Bonn (ohne Abschluss). Während des Studiums war er beim Ring Christlich-Demokratischer Studenten (RCDS) aktiv. Er war ferner  Mitglied der Jungen Union (JU) in Bonn, zeitweise auch Europabeauftragter der Jugendorganisation der CDU.
Von 1980 bis 1984 war er als Korrespondent für die Regionalzeitungen Mannheimer Morgen, Mainzer Allgemeine, Neue Osnabrücker Zeitung, Donaukurier Ingolstadt und Flensburger Tageblatt in Bonn tätig. Von 1984 bis 1989 war er Bonner Korrespondent für den Norddeutschen Rundfunk (NDR). Außerdem war er nebenberuflich kurzzeitig Chefredakteur der Zeitschrift der Jungen Union Die Entscheidung, weshalb ihn sein Arbeitgeber nahelegte, die Chefredaktion ruhen zu lassen. Er kritisierte zuvor in dem Blatt u. a. die Kohl-Regierung. Ab 1987 war er zudem Vorstandsmitglied der Bonner Journalistenvereinigung.
Seit 1989 ist er beim Deutschlandfunk (DLF) in Köln tätig, anfangs in der „Ost-West-Redaktion“. Von 1996 bis 2007 war er Leiter der Abteilung Hintergrund und leitender Redakteur der Sendereihe Hintergrund Politik. 2007 wurde er Mitglied der Chefredaktion des Senders und wegen der zunehmenden Bedeutung von Terrorismus, wie es hieß, Sonderkorrespondent für Sicherheitspolitik. Zeitweise war er offiziell nebenbeschäftigt als Chefredakteur der Monatszeitschrift Loyal, die durch den Verband der Reservisten der Deutschen Bundeswehr herausgegeben wird.
Er moderierte, referierte und diskutierte bei nationalen und internationalen Podiumsdiskussionen, Tagungen, Kongressen und Konferenzen u. a. des Handelsblatts, der Zeitschrift Europäische Sicherheit & Technik, der Deutsch Atlantischen Gesellschaft, der Deutschen Gesellschaft für Wehrtechnik, dem Bundesverband der Deutschen Luft- und Raumfahrtindustrie, der Internationalen Luft- und Raumfahrtausstellung Berlin, der Gesellschaft für Wehr- und Sicherheitspolitik, der Bundesakademie für Sicherheitspolitik, des Bundesamtes für Verfassungsschutz, der Bundeszentrale für politische Bildung, der Heinrich-Böll-Stiftung, der Konrad-Adenauer-Stiftung, der Friedrich-Ebert-Stiftung, des Seeheimer Kreises in der SPD, der Akademie der Bundeswehr für Information und Kommunikation, des Militärgeschichtlichen Forschungsamtes und der Katholischen Militärseelsorge.

### Veröffentlichungen
Clement veröffentlichte mehrere Beiträge in der politikwissenschaftlichen Fachzeitschrift Aus Politik und Zeitgeschichte sowie in den sicherheitspolitischen Periodika Mittler-Brief, Europäische Sicherheit, Europäische Wehrkunde, Europäische Sicherheit & Technik und if – Zeitschrift für Innere Führung, aber auch in politischen Zeitschriften wie Die Politische Meinung und überregionalen Zeitungen wie Das Parlament und Rheinischer Merkur. Beiträge erschienen überdies beim Fernsehsender Phoenix beim Bayerischen Rundfunk, dem Südwestrundfunk, dem Hessischen Rundfunk und dem Schweizer Rundfunk.

### Mitgliedschaften, Verbindungen zur Politik
Seit mehreren Jahren ist er Mitglied im Beirat für Fragen der Inneren Führung im Bundesministerium der Verteidigung, dessen stellvertretender Sprecher er wurde. Er ist Mitglied des Kuratoriums der Gesellschaft für Sicherheitspolitik. Darüber hinaus war er Mitglied des International Institute for Strategic Studies (IISS) in London und ist Mitglied der Studiengruppe Sicherheitspolitik bei der Deutschen Gesellschaft für Auswärtige Politik (DGAP) in Berlin. Auch begleitete er als Beobachter die Münchner Sicherheitskonferenz (MSC).

## Auszeichnungen
- 1999: Karl-Carstens-Preis der Bundesakademie für Sicherheitspolitik

## Rezeption

### Bücher
Sein mit Paul Elmar Jöris vom Westdeutschen Rundfunk veröffentlichtes Werk 50 Jahre Bundeswehr, vorgestellt durch den damaligen Bundesverteidigungsminister Peter Struck, wurde 2005 etwa durch Joachim Käppner (Süddeutsche Zeitung) als „Reich mit Bildern und Dokumenten versehen, schildert ihr Werk die Geschichte der Bundeswehr sachkundig quer durch alle Teilstreitkräfte und Institutionen bis hin zur Militärseelsorge“ rezensiert. Es drücke sich aber „verlegen um Skandale herum“. Nach Rainer Blasius (Frankfurter Allgemeine Zeitung) sei es eine „offiziöse Bestandsaufnahme“ mit „üppig illustrierte[n]“ Kapiteln, letztlich eine „sehr informative Publikation“. Erwähnenswert ist, dass sich Clement und Jöris im Vergleich zu anderen Autoren „hinter den wehrmachtskritischen Traditionserlaß von 1982“ stellen. Auch der Politikwissenschaftler Markus Kaim hält in einer Fachrezension auf dem Portal für Politikwissenschaft die wichtigsten Aspekte für „systematisch erfasst und analysiert“.
Ein weiteres Werk, Die Terroristen von nebenan, wurde u. a. durch den SPD-Politiker und Historiker Karsten Rudolph in der Welt am Sonntag wie folgt besprochen: „Die beiden Journalisten [...] haben eine ausgezeichnet recherchierte Reportage geschrieben, die auf ein verstörendes Ergebnis hinausläuft: ‚Der islamistische Terrorismus hatte von Anfang an eine Basis in Deutschland, er musste nicht importiert werden.‘“ Das Buch entstand auf Grundlage der Prozessbeobachtung (gegen die Sauerland-Gruppe) vor dem Oberlandesgericht Düsseldorf. Laut einer FAZ-Rezension zeichnen sie „in klarer Sprache [...] die Wege jener vier Terroristen nach“. Der Politikwissenschaftler und Extremismusforscher Armin Pfahl-Traughber resümierte: „Es handelt sich um eine informative und sachliche Darstellung aus journalistischer Sicht, die allerdings nur in Ansätzen analytische Einschätzungen formuliert“.

### Sonstiges
Clements Beiträge wurden in der Literatur u. a. von Ulf von Krause und Wilfried von Bredow zitiert. So schrieb Clement in dem APuZ-Aufsatz, Die neue Bundeswehr als Instrument deutscher Außenpolitik, von 2004: „Nicht alle Einsätze entsprachen der Interessenlage Deutschlands, und dort, wo die Einsätze von der Interessenlage her geboten erschienen, wurden sie abgelehnt.“ Und in einem Kommentar zum Parlamentsbeteiligungsgesetz hieß es u. a.: „Es wird höchste Zeit, dass das Parlament die Entsendung von Soldaten in Auslandseinsätze anders regelt als bisher. Dass jetzt jeder Einsatz jedes Soldaten in Krisengebieten vom Bundestag beschlossen werden musste, hat zu manchmal eigenartigen Konsequenzen geführt.“ Er führte etwa das Beispiel von Austauschprogrammen an.
2006 thematisierte die SZ wegen der vielfältigen sicherheitspolitischen Betätigung Clements einen möglichen Interessenkonflikt mit dessen journalistischer Arbeit, was dieser allerdings praktisch zurückwies. 2008 veröffentlichte der Leipziger Medienforscher Uwe Krüger in der journalistischen Fachzeitschrift Message, wie 2004 die Auseinandersetzung mit dem Thema Uranmunition im Irak des Films von Frieder Wagner, Der Arzt und die verstrahlten Kinder von Basra, unter federführender Beteiligung von Clement durch den Sender wegen angeblich erheblicher journalistischer Mängel abgelehnt wurde. Clement, damals Leiter der Abteilung „Hintergrund“, machte nach Rücksprache mit der wissenschaftlichen Fachredaktion 15 Kritikpunkte aus, mit denen er die „Ausstrahlung der Sendung nicht verantworten“ konnte. Ein erneuter kritischer Artikel der SZ, diesmal von Christoph Schwennicke, über den Deutschlandfunk von 2008 wurde von den Betroffenen als Medienkampagne gewertet. So schrieben Clement und andere Mitarbeiter in einem SZ-Leserbrief: „Wir verwehren uns entschieden gegen den Versuch einiger weniger, mit einer offenbar gezielt inszenierten Kampagne unser Medienunternehmen in Mißkredit zu bringen“.
Die Frankfurter Allgemeine Sonntagszeitung u. a. berichtete 2015 über einen missverständlichen Kommentar Clements im Zusammenhang mit netzpolitik.org, der die Tatsache von Ermittlungen gegen zwei Journalisten des Portals wegen Landesverrats  bestritt. Gleichzeitig würdigte der Autor Clement als „erfahrene[n] und respektierte[n] Kollege[n] mit einer großen sicherheitspolitischen Expertise“.

## Schriften (Auswahl)
Monografien
- mit Paul Elmar Jöris: 50 Jahre Bundeswehr. 1955–2005. Mittler & Sohn, Hamburg u. a. 2005, ISBN 3-8132-0839-7.
- mit Paul Elmar Jöris: Die Terroristen von nebenan. Gotteskrieger aus Deutschland. Piper, München u. a. 2010, ISBN 978-3-492-05399-0.
- mit Paul Elmar Jöris: Islamistische Terroristen aus Deutschland (= Bundeszentrale für Politische Bildung. Schriftenreihe. Band 1159). Bundeszentrale für politische Bildung, Bonn 2011, ISBN 978-3-8389-0159-6.

Beiträge in Sammelbänden
- Sicherheitspolitik und Medien – Aus der Perspektive des Rundfunks. In: Sven Bernhard Gareis, Rolf Zimmermann (Hrsg.): Sicherheitspolitische Kommunikation (= Schriften der Akademie der Bundeswehr für Information und Kommunikation. Band 22). Nomos, Baden-Baden 1999, ISBN 3-7890-6012-7, S. 84 ff.
- Bundeswehr. In: Werner Weidenfeld, Karl-Rudolf Korte (Hrsg.): Handbuch zur deutschen Einheit. 1949 – 1989 – 1999. Campus, Frankfurt am Main u. a. 1999, ISBN 3-593-36240-6, S. 137 ff.
- Die Teilnahme der Bundeswehr am internationalen Militäreinsatz im Kosovo und in Jugoslawien. In: Erich Reiter (Hrsg.): Der Krieg um das Kosovo 1998/99. v. Hase und Koehler, Mainz 2000, ISBN 3-7758-1386-1, S. 157 ff.
- Auslandseinsätze und Transformation der Bundeswehr. In: Thomas Jäger, Alexander Höse, Kai Oppermann (Hrsg.): Deutsche Außenpolitik. Sicherheit, Wohlfahrt, Institutionen und Normen. VS Verlag für Sozialwissenschaften, Wiesbaden 2007, ISBN 978-3-531-14982-0, S. 123 ff.
- Wehrpflicht und Innere Führung. In: Andreas Ahammer, Stephan Nachtigall (Hrsg.): Wehrpflicht – legitimes Kind der Demokratie (= Wissenschaft & Sicherheit. Band 7). BWV, Berlin 2010, ISBN 978-3-8305-1820-4, S. 220 ff.
- Vom Mandat zum Einsatz. Politische und rechtliche Rahmenbedingungen der Einsätze. In: Peter Boßdorf (Red.): 10 Jahre Einsatzführungskommando der Bundeswehr (= Wehrtechnischer Report 4/2011). Mit Beiträgen von u. a. Thomas de Maizière (Geleitwort), Susanne Kastner (Grußwort) und Volker Wieker (Vorwort), Report Verlag, Bonn 2011, S. 18 ff.
- Bundeswehr und Öffentlichkeit. In: Eberhard Birk, Winfried Heinemann, Sven Lange (Hrsg.): Tradition für die Bundeswehr. Neue Aspekte einer alten Debatte. Hartmann – Miles-Verlag, Berlin 2012, ISBN 978-3-937885-60-5, S. 151 ff.
- Medien und Sicherheitspolitik – eine Partnerschaft mit Schwierigkeiten. In: Ekkehard Griep (Hrsg.): Des Friedens General. Manfred Eisele – vom Kriegsflüchtling zum obersten Blauhelm. Herder, Freiburg im Breisgau u. a. 2013, ISBN 978-3-451-30743-0, S. 307 ff.